# لواء الشمال الديمقراطي
لواء الشمال الديمقراطي هو فصيل سوري ثوري مسلح كان تابعا في البداية للجيش السوري الحر، يقوده ألكسندر خليل. بالرغم من علاقة لواء الشمال الديمقراطي بباقي الفصائل السورية الثورية فهو يرتبط بعلاقات وثيقة وتحالفات مع فصائل أكراد سوريا على رأسها وحدات حماية الشعب ووحدات حماية المرأة خاصة في مدينتي كوباني وعفرين منذ عام 2014. انضم اللواء إلى قوات سوريا الديمقراطية (SDF) في تشرين الثاني/نوفمبر 2015. جدير بالذكر أن معظم أعضاء الفريق هم من جبل الزاوية في محافظة إدلب.

## التاريخ

### تشكيل التحالف مع وحدات حماية الشعب
تم تشكيل اللواء في محافظة إدلب عام 2013 وكان في الأصل يُعرف باسم لواء القعقاع التابع للجيش الحر. يقع مقر اللواء في جبل الزاوية بمنطقة إدلب. في عام 2014، انضم الفصيل للواء أحرار سوريا ثم انضم إلى جبهة ثوار سوريا وأصبح في نهاية المطاف جزءا من جبهة الإنقاذ السورية بحلول أيا/مايو 2014. شارك الفصيل المسلح في نزاع جبهة النصرة–جبهة ثوار سوريا/حركة حزم وسبق له وأن خاض حروبا ونزاعات مسلحة ضد جبهة النصرة، جند الأقصى وأحرار الشام قبل تشرين الثاني/نوفمبر 2014 قبل أن ينسحب من الشمال تاركا المساحة لوحدات حماية الشعب التي كانت تُسيطر على منطقة كانتون كوباني وعفرين.
في تشرين الثاني/نوفمبر 2015، تحالف لواء القعقاع مع عدة مجموعات ثورية من الجيش السوري الحر في إدلب ومحافظة حلب فتشكلت ما تُعرف اليوم رسميا باسم قوات سوريا الديمقراطية، التي أصبحت فيما بعد جزءا من جيش الثوار. بعد انضمام الفصيل إلى قوات الدفاع الذاتي وجيش الثوار اتهمت كل من جبهة النصرة وأحرار الشام لواء القعقاع بالردة فشنت هجوما على قوات الدفاع الذاتي في شمال حلب. ومع ذلك فقد تمكنت الوحدة من مقاتلة التنظيمين بل حتى أنها أرسلت بعضا من قواتها إلى كوباني (عين العرب) للقتال ضد تنظيم الدولة الإسلامية (داعش) فخاضت مجموعة من المعارك من بينها مثلا المشاركة في هجوم الهول لتحرير المنطقة. في كانون الثاني/يناير 2016، تم تعيين أبو عمر الإدلبي قائدا لجيش الثوار. ومع ذلك، فإن الفصيل غادر في نهاية المطاف جيش الثوار في شباط/فبراير من عام 2016 فأطلق على نفسه اسم لواء الشمال الديمقراطي وشكل مجموعة مستقلة ضمن قوات الدفاع الذاتي.

### استمرار العمليات ضد القوات التركية وداعش

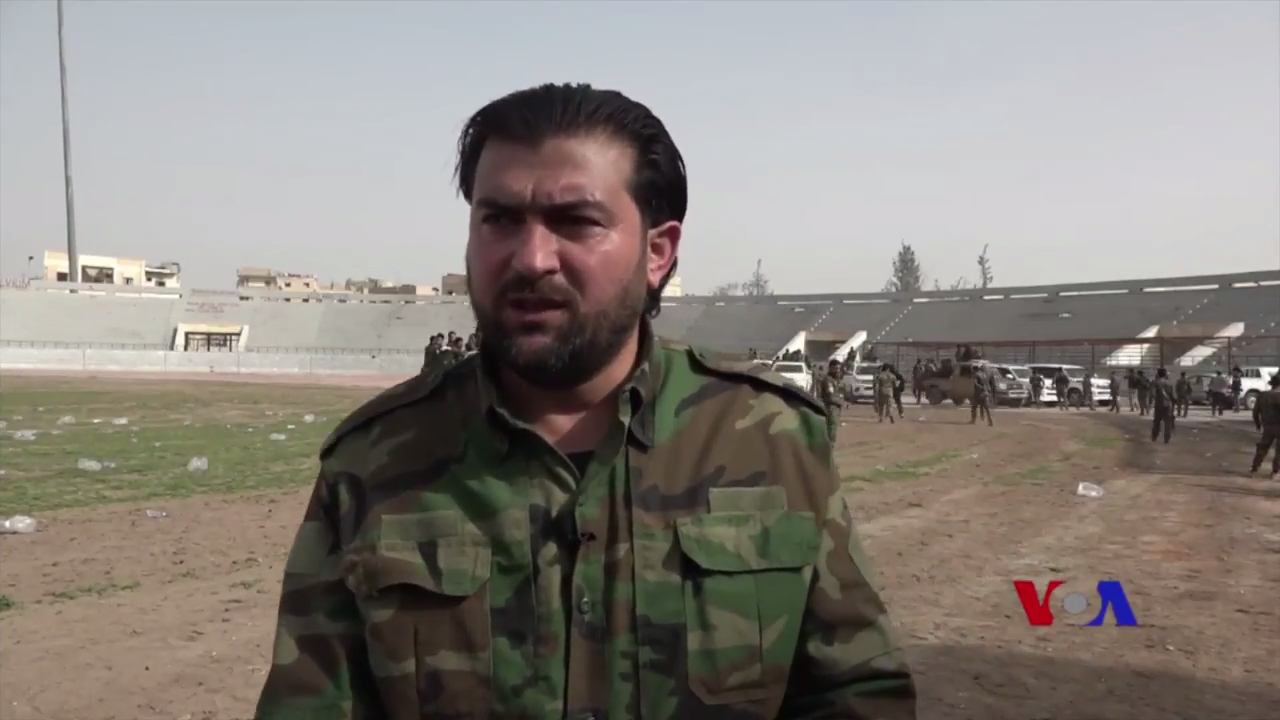
العبسي طه المعروف أيضا باسمه باسمه المستعار أبو عمر إدلبي، قائد لواء الشمال الديمقراطي في الرقة في 6 آذار/مارس 2018.

في آب/أغسطس 2016، أدان لواء الشمال الديمقراطي الموالي حينها لمجموعات تابعة للجيش السوري الحر أدان التدخل العسكري التركي في سوريا كما أدان تدخل التحالف الدولي في سوريا واتهم تركيا والقوات التي تدعمها بارتكاب «مجازر» في قرى بالقرب من جرابلس، ثم أعلن عن دعمه لقوات الدفاع الذاتي في المجلس العسكري لجرابلس. بعد فترة وجيزة، شارك لواء الشمال في هجوم واسع ضد داعش فتمكن من الاستيلاء على مجموعة من المناطق المحررة من بينها حربل ومعراتة أم حوش وعدة قرى أخرى في المنطقة. في تشرين الأول/أكتوبر 2016، شارك الفصيل في هجوم غرب الباب حيث ساعد في القبض على قرية تل مليد من أيدي الجيش السوري الحر المدعوم من تركيا (TFSA). شارك أيضا في معركة الباب وتمكن مرة أخرى من السيطرة على بعض المناطق الاستراتيجية.
خلال المراحل الأخيرة من معركة حلب في كانون الأول/ديسمبر 2016 دعا لواء الشمالي الديمقراطي مجموعات الجيش السوري الحر المحاصرة في المدينة للانضمام إلى قوات الدفاع الذاتي مدعيا أن كتيبة عسكرية كاملة قد انضمت. حضر لواء الشمال المؤتمر الثاني السوري كما شارك مع التحالف الوطني الديمقراطي في عفرين في أواخر أيار/مايو 2017.
منذ يونيو 2017 ولواء الشمال الديمقراطي يُرسل مقاتليه إلى المشاركة ضمن قوات الدفاع الذاتي؛ حيث خاض معركة حملة الرقة وتمكن من «استعادة» مدينة الرقة من داعش. تتمركز وحدات المجموعة في منطقة الثورة، وتُشارك بين الفينة والأخرى في بعض المعارك التي تشمل مدينة الرقة كمعركة 2017.
في 2 تموز/يوليو أعلن قائد لواء الشمال الديمقراطي استعداد جيشه للمساعدة فيما سمَّاه «تحرير كل الأراضي السورية من الاحتلال التركي» ودعا مجموعات قوات الدفاع الذاتي لتجهيز أنفسهم. جاء هذا البيان ردا على شائعات كانت تُفيد بأن الجيش التركي يستعد لغزو كانتون كوباني وعفرين وباقي المناطق القريبة. تكرَّر هذا الإعلان بعد أربعة أيام حيث نُشر بيان مشترك من قبل العديد من المجموعات الكردية التي تُحارب تركيا. بعد مشاركة القوات المسلحة التركية في العملية العسكرية في محافظة إدلب ضد كل من هيئة تحرير الشام ووحدات حماية الشعب الكردية؛ استنكر لواء الشمال الديمقراطي هذه الخطوة واعتبرها محاولة «عثمانية جديدة» لمحاصرة حلب وعفرين. وردا على ذلك أعلنت المجموعة محاولتها تشكيل المجلس العسكري مع الجيش السوري الحر وبقية الفصائل من أجل القتال ضد القوات البرية التركية وكذلكهيئة تحرير الشام التابعة لتنظيم القاعدة في إدلب. في كانون الأول/ديسمبر 2017، اتهم قائد لواء الشمال الديمقراطي تركيا بإرسال مقاتلي داعش إلى محافظة إدلب من أجل توسيع نفوذها هناك.
عندما بدأت تركيا الاستعداد والتحضير للتدخل العسكري في عفرين، صرَّح قائد لواء الشمال الديمقراطي وأعلن أن رجاله «جاهزون وسيتم الرد على أي مصدر نار». شاركت ميليشات الفصيل في القتال ضد تركيا وضد الجيش السوري الحر الذي تدعمه خاصة في قرى مرعناز وعين دقنة.
في 6 آذار/مارس 2018، أعلنت قيادة لواء الشمال الديمقراطي في شرق سوريا أن مقرها الذي يقع في الرقة سيتم نقله إلى عفرين.